# Brachythoracosepsis pseudonotosa
Brachythoracosepsis pseudonotosa är en tvåvingeart som först beskrevs av Ozerov 1990.  Brachythoracosepsis pseudonotosa ingår i släktet Brachythoracosepsis och familjen svängflugor.
Artens utbredningsområde är Nigeria. Inga underarter finns listade i Catalogue of Life.